# Luigi Tenco
Luigi Tenco (21. března 1938 Cassine – 27. ledna 1967 Sanremo) byl italský zpěvák, hudebník a skladatel. Vystupoval také pod pseudonymy Gordon Cliff, Dick Ventuno a Gigi Mai.
Studoval elektrotechniku a pak politologii, studia však nedokončil a věnoval se hudbě. Byl členem skupin Jelly Roll Boys Jazz Band, I Diavoli di Rock a I Cavalieri, v roce 1961 se vydal na sólovou dráhu. Byl spolu s Ginem Paolim a Fabriziem De Andrém představitelem Janovské školy, která přinesla do italské pop music moderní melodické postupy, spojení osoby autora a interpreta i nová témata textů, která byla blízká nastupující generaci. Tencova tvorba byla ovlivněna protestem vůči politickým poměrům (vstoupil do Italské socialistické strany) i filosofií existencialismu, jeho písně „Cara Maestra“ a „Una Brava Ragazza“ byly pro svůj provokativní obsah vyřazeny vedením Rai z vysílání. Uzavřel pak smlouvu s americkou nahrávací společností Radio Corporation of America. Hrál také hlavní mužskou roli ve filmu Luciana Salceho La cuccagna (1962).
V roce 1966 se zasnoubil s francouzskou zpěvačkou Dalidou. Na Festivalu v Sanremu v lednu 1967 spolu vystoupili se skladbou „Ciao Amore Ciao“, která u diváků ani u poroty neuspěla. Následujícího dne byl Tenco nalezen mrtev ve svém hotelovém pokoji: podle oficiální zprávy se zastřelil na protest proti nepochopení své tvorby, tento verdikt však byl později zpochybněn a spekulovalo se o cizím zavinění. V roce 2006 bylo proto Tencovo tělo exhumováno, následné vyšetřování ovšem nepřineslo jednoznačné výsledky pro žádnou z verzí.
Na jeho počest je v Sanremu od roku 1974 udělována cena Premio Tenco. V Ricaldone bylo otevřeno muzeum věnované jeho životu a tvorbě. Maurizio Valtieri o něm napsal divadelní hru Solitudini - Luigi Tenco e Dalida.

## Diskografie
- Luigi Tenco (1962)
- Luigi Tenco (1965)
- Tenco (1966)